# Pak Chom (huyện)
Pak Chom (tiếng Thái: ปากชม) là huyện (amphoe) cực đông bắc của tỉnh Loei, đông bắc Thái Lan.

## Lịch sử
Tiểu huyện (King Amphoe) Pak Chom được lập ngày 1 tháng 9 năm 1967, khi 3 tambon Pak Chom, Hat Khamphi và Chiang Klom được tách khỏi huyện Chiang Khan. Đơn vị này đã được nâng thành huyện năm 1971.

## Địa lý
Các huyện giáp ranh (từ phía đông theo chiều kim đồng hồ) là Sangkhom của Nong Khai Province, Na Yung, Nam Som của tỉnh Udon Thani.Na Duang, Mueang Loei và Chiang Khan của tỉnh Loei. Về phía bắc là tỉnh Viêng Chăn của Lào.
Nguồn nước quan trọng ở huyện này là sông Mekong  và sông Chom.

## Hành chính
Huyện này được chia thành 6 xã (tambon), các đơn vị này lại được chia ra thành 53 làng (muban). Có hai thị trấn (thesaban tambon) - Pak Chom và Chiang Klom mỗi đơn vị nằm trên tambon cùng tên. Có 6 Tổ chức hành chính tambon.
| STT | Tên          | Tên tiếng Thái | Số làng | Dân số |  |
| --- | ------------ | -------------- | ------- | ------ |  |
| 1.  | Pak Chom     | ปากชม          | 12      | 8.426  |  |
| 2.  | Chiang Klom  | เชียงกลม        | 11      | 9.683  |  |
| 3.  | Hat Khamphi  | หาดคัมภีร์        | 6       | 3.719  |  |
| 4.  | Huai Bo Suen | ห้วยบ่อซืน        | 9       | 5.128  |  |
| 5.  | Huai Phichai | ห้วยพิชัย         | 9       | 6.755  |  |
| 6.  | Chom Charoen | ชมเจริญ         | 6       | 4.223  |  |